# 델라웨어 (오하이오주)

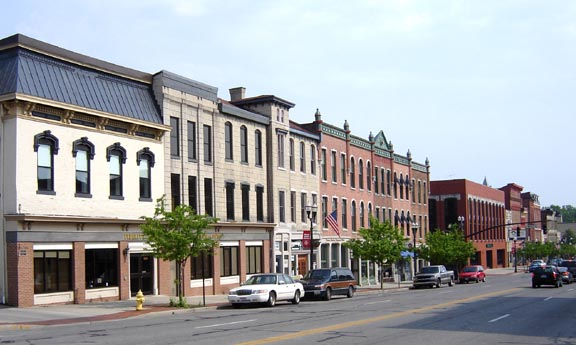

델라웨어(Delaware)는 미국 오하이오주 델라웨어군의 도시이자 군청 소재지이다. 1808년 설립되었으며 1816년 통합되었다. 콜럼버스 (오하이오주)에서 북쪽으로 약 48킬로미터 떨어진 오하이오주 중심부 주변에 위치해 있다. 2020년 미국 인구 조사 기준으로 인구 수는 41,302명이다.

## 인구
| 인구조사 | 인구   | Note | %±     |
| -------- | ------ | ---- | ------ |
| 1810년   | 200    |      | —      |
| 1820년   | 369    |      | 84.5%  |
| 1830년   | 527    |      | 42.8%  |
| 1840년   | 898    |      | 70.4%  |
| 1850년   | 2,074  |      | 131.0% |
| 1860년   | 3,889  |      | 87.5%  |
| 1870년   | 5,641  |      | 45.1%  |
| 1880년   | 6,894  |      | 22.2%  |
| 1890년   | 8,224  |      | 19.3%  |
| 1900년   | 7,940  |      | −3.5%  |
| 1910년   | 9,076  |      | 14.3%  |
| 1920년   | 8,756  |      | −3.5%  |
| 1930년   | 8,675  |      | −0.9%  |
| 1940년   | 8,944  |      | 3.1%   |
| 1950년   | 11,804 |      | 32.0%  |
| 1960년   | 13,282 |      | 12.5%  |
| 1970년   | 15,008 |      | 13.0%  |
| 1980년   | 18,780 |      | 25.1%  |
| 1990년   | 20,030 |      | 6.7%   |
| 2000년   | 25,243 |      | 26.0%  |
| 2010년   | 34,753 |      | 37.7%  |
| 2020년   | 41,302 |      | 18.8%  |
| 출처:    |        |      |        |